# Кропах
Кропах (њем. Kroppach) општина је у њемачкој савезној држави Рајна-Палатинат. Једно је од 192 општинска средишта округа Вестервалд. Према процјени из 2010. у општини је живјело 643 становника. Посједује регионалну шифру (AGS) 7143250.

## Географски и демографски подаци
Кропах се налази у савезној држави Рајна-Палатинат у округу Вестервалд. Општина се налази на надморској висини од 319 метара. Површина општине износи 4,0 km². У самом мјесту је, према процјени из 2010. године, живјело 643 становника. Просјечна густина становништва износи 160 становника/km².